# Der Mann, der Bäume pflanzte (Film)
Der Mann, der Bäume pflanzte ist ein kanadischer Zeichentrickfilm aus dem Jahr 1987. Er basiert auf der gleichnamigen Erzählung von Jean Giono.

## Handlung
Ein 22-jähriger Mann unternimmt im Jahre 1910 alleine eine Wanderung durch das karge Bergland der Provence (Frankreich). Auf der Suche nach Wasser, das ihm ausgegangen war, trifft er zufällig einen 55-jährigen Schafhirten. Dieser gibt ihm zu trinken und lässt ihn in seiner Hütte übernachten. Neugierig geworden, was diesen Mann dazu bewegt hat, ein solch einsames Leben zu führen, bleibt der junge Mann einige Tage bei ihm.
Elzéard Bouffier, so der Name des Schäfers, hat sich für ein Leben in der Einsamkeit entschlossen, nachdem er Frau und Sohn verloren hatte. Als er erkannte, dass die ganze Gegend aus Mangel an Bäumen absterben werde, entschloss er sich, etwas dagegen zu unternehmen, und säte seitdem Bäume.
Nach dem Ersten Weltkrieg, zu dem der Erzähler eingezogen war, unternimmt er aus Bedürfnis nach frischer Luft wieder eine Wanderung in der Gegend und trifft auch wieder auf den Schäfer, der seine Tätigkeit des Bäumepflanzens weiterhin unbeirrt weiterverfolgt.
Mehrmals noch im Laufe der Jahre besucht der Erzähler Elzéard Bouffier und kann das Wachstum des Waldes und die Veränderung der Landschaft, die damit einhergeht, erleben: Es gibt wieder Wasser in den Brunnen und Menschen kehren in die ehemals verlassenen Dörfer zurück.
Mehr als vier Jahrzehnte lang pflanzt Bouffier Bäume, wechselt dazwischen seinen Beruf vom Schäfer zum Imker, da die Schafe seine Pflanzungen gefährden. Auch von Menschen, die nichts von der Arbeit Bouffiers wissen, wird der Wald gefährdet. Doch liegt dieser zu abgelegen, als dass den Pflanzungen großer Schaden zugefügt werden könnte.

## Hintergrund
Die Erzählung wurde vom kanadischen Regisseur Frédéric Back als Zeichentrick verfilmt, der im Jahr 1987 erschien und 1988 den Oscar als bester animierter Kurzfilm gewann. Außerdem war er für die Goldene Palme beim Filmfest in Cannes nominiert. Beim internationalen Kurzfilmfestival von Clermont-Ferrand gewann er den Publikumspreis sowie weitere 30 Preise bei verschiedenen Filmfestivals.
Der Film unterscheidet sich von anderen Zeichentrickfilmen dadurch, dass seine Bilder (wie z. B. auch bei The Snowman) auf Buntstiftzeichnungen beruhen.

## Auszeichnungen
Der Mann, der Bäume pflanzte bekam unter anderem folgende Auszeichnungen:
- Eine Goldene Palme-Nominierung bei den Internationalen Filmfestspielen von Cannes (1987).
- Cristal d’Annecy beim Festival d’Animation Annecy (1987).
- Eine Auszeichnung beim Hiroshima Kokusai Animation Festival (1987).
- Oscar in der Kategorie Bester animierter Kurzfilm (1988).